# Липнева криза

Союзні блоки в Європі напередодні кризи

48°41′27″ пн. ш. 9°08′26″ сх. д. / 48.690959° пн. ш. 9.14062° сх. д.
Липне́ва кри́за (англ. July Crisis, фр. Crise de juillet, рос. Июльский кризис, нім. Julikrise, угор. Júliusi válság, серб. Јулска криза) — дипломатична криза між провідними державами Європи у липні 1914 року, що призвела до Першої світової війни.
Криза розгорнулась після резонансного вбивства 28 червня 1914 року членом організації «Млада Босна» Гаврилом Принципом спадкоємця австрійського трону Франца Фердинанда в Сараєво. В період з кінця червня до початку серпня того року з боку урядів практично всіх великих держав спостерігались певна зовнішньополітична нерішучість, адже рішення кожного з них могло обмежити свободу дій інших урядів і призвести до передбачуваних наслідків — масштабної війни.

## Витоки кризи
На початку XX століття в Австро-Угорщині активізувався національний рух слов'янських народів, натхненником якого на Балканах було незалежне Сербське королівство. Ідея об'єднання південних слов'ян навколо Сербії справляла значний вплив і на слов'ян Австро-Угорщини. В окремих послідовників ця ідея формувала радикальні погляди, в результаті чого вони стали на шлях терору.
Сербські націоналісти розцінили появу австрійського престолонаслідника на Балканах як свідому образу всіх південних слов'ян. Одразу після вбивства слідство визначило, що всі терористи були підданими Габсбурзької імперії та перед замахом на Франца Фердинанда встигли отримати зброю з Сербії. Австрійські слідчі помилково встановили, що ініціатором акції стала сербська націоналістична організація «Народний захист»; насправді ж контроль над операцією здійснював очільник сербської розвідки Драгутин Димитриєвич. Оскільки терористи зізнались, що перетнути кордон їм допомогли сербські прикордонники, в австрійців з'явились вагомі причини звинуватити Сербію в тероризмі. Частина австро-угорських політиків та військових вважала, цю проблему необхідно було вирішувати силовим шляхом, адже сербська влада, на їхню думку, робила все для того, аби підірвати становище монархії на Балканському півострові.

## Австрійсько-сербські відносини

### Позиція Австро-Угорщини

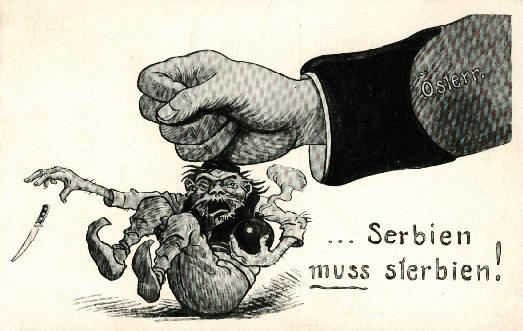
Австрійська карикатура «Сербія мусить загинути»

Австро-угорські політичні кола хвилював той вплив, який Сербія могла справити на слов'ян, що проживали в імперії. Будь-які спроби сербів до найменшого національного сепаратизму розцінювались імперською владою як пряма загроза існуванню Австро-Угорської держави. Вбивство ерцгерцога стало для Австрії виправданням агресивних дій проти Сербії, які могли б ліквідувати таку загрозу. Окрім того, монархія більше не могла протидіяти Сербії у зайнятті значних територій внаслідок Балканських війн.
Керівник генштабу барон Франц Конрад фон Гьотцендорф ухвалив рішення — негайно оголосити мобілізацію і таким чином змусити сербський уряд здійснювати посилений контроль над терористичними угрупуваннями з метою призупинення подібних антиавстрійських дій. Проти такого вирішення проблеми існував аргумент — загроза військового виступу проти сербів могла викликати спалах націоналізму в Чехії і призвести до революції. Проти також виступав посол Австро-Угорщини у Великій Британії Альберт фон Менсдорфф-Пуллі-Дітріхштейн.
Успіх будь-якої акції проти Сербії залежав від того, чи виступить в підтримку Сербії Російська імперія. Уряд Австро-Угорщини боявся цього, однак ще з часів Боснійської кризи сподівався на підтримку Німеччини.
Невдовзі міністр закордонних справ Австро-Угорщини граф Бертхольд та Конрад фон Гьотцендорф вирішили прохати Німеччину про підтримку. Імператор запевнив австрійців, що Австрія може розраховувати на повну підтримку Німеччини, навіть у випадку втручання Росії.

### Австрійський ультиматум Сербії
На засіданні Ради міністрів Австро-Угорщини 7 липня прем'єр-міністр Угорщини граф Іштван Тиса заявив, що вирішено виступати проти Сербії. 14 липня уряд Австрії погодився з угорським проектом ультиматуму, а 19 липня було остаточно затверджено його текст. Ультиматум мав бути вручений сербському урядові 23 липня.
За цим документом, Сербія мала погодитись на низку фактично неприйнятних для держави умов:
- заборону антиавстрійської пропаганди в Сербії;
- розпуск сербської націоналістичної партії «Народна Одбрана»;
- проведення чистки офіцерів та чиновників, помічених у пропаганді проти Австрії;
- арешт офіцерів, яких підозрюють у співпраці та прикритті тих, хто вбив ерцгерцога;
- посилення контролю на сербсько-австро-угорському кордоні;
- представники уряду Австро-Угорщини мали брати участь у сербському розслідуванні змови та придушенні підривних дій проти Австрії.[2]

Австрія вважала, що саме цей момент для початку війни є найсприятливішим навіть у випадку втручання Росії з огляду на те, що остання ще не була готовою до війни. У цьому випадку чекати кілька років вбачалося загрозливим, адже Російська імперія могла за цей час посилитись. Німеччина неодноразово заявляла про свої наміри підтримати австрійців, але сподівалась на страх російських урядовців.
Впродовж трьох тижнів з часу вбивства Франца Фердинанда не було помітно ознак, що вказували б на міжнародну кризу; командувач сербською армією в цей час взагалі відпочивав на австрійському курорті. Австро-Угорщина ж затримувала відправлення ультиматуму Сербії, адже хотіла дати більше часу на заготівлю продовольства перед тим, як господарство імперії зазнає втрат.
До 23 липня з робочим візитом в Петербурзі з метою дипломатичних переговорів перебував французький президент Раймон Пуанкаре. Хоча очільник міністерства закордонних справ Росії Сергій Сазонов був у відпустці, російський уряд вже знав, що Австрія готує військову інтервенцію проти Сербії. Коли 20 липня Пуанкаре приїхав до Росії, як німці, так і австрійці занепокоїлись тим фактом, що на рішення російського уряду міг впливати антинімецьки налаштований Микола II та посол Франції. Хоча нічого конкретного на перемовинах вирішено не було, візит свідчив про непорушність колишнього союзу між Францією та Росією.

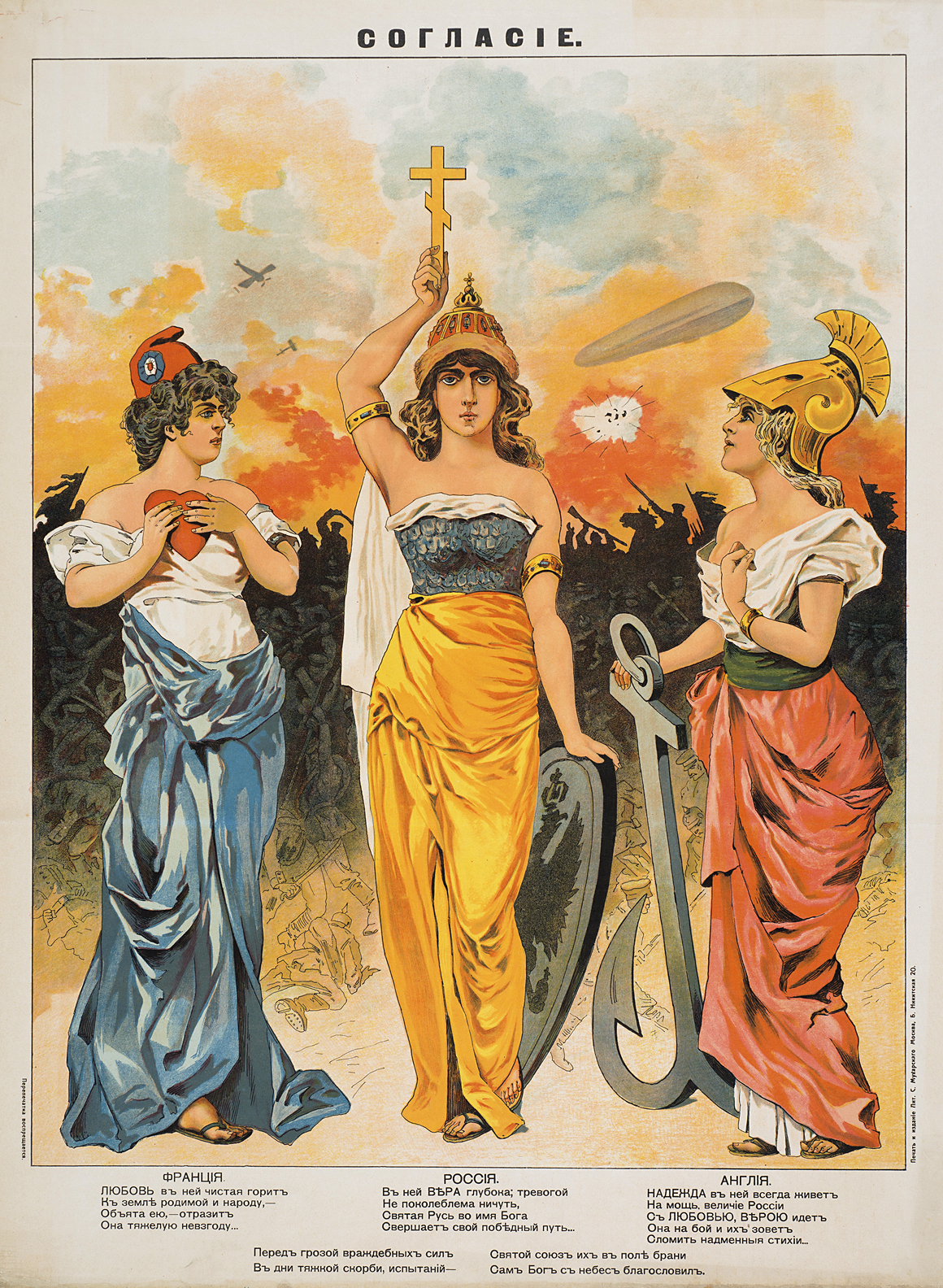
Алегоричне зображення країн Антанти на російському плакаті (1914)

23 липня австро-угорський ультиматум був вручений сербським міністрам. На відповідь відводилось 48 годин. Російський міністр Сазонов заявив, що це стало початком європейської війни. Для Сербії ж ультиматум став серйозною несподіванкою. Держава була послаблена двома війнами і переживала внутрішньополітичну кризу; сербський уряд намагався затягнути час, сподіваючись на можливість посередництва італійського короля, дядька принца-регента Александра. Проте австрійці досить жорстко обмежили час на роздуми і вирішувати необхідно було терміново. Є свідчення, що серби були готові прийняти ультиматум повністю, однак виникли суперечки з приводу розслідування вбивства ерцгерцога. Цього було достатньо для посилення ультиматуму: якби серби не прийняли абсолютно всіх його пунктів, це стало б приводом до повного розриву дипломатичних відносин.
Негативна сербська відповідь 25 липня була розцінена австрійцями як незадовільна. Дехто з урядовців вважав, що Сербія так рішуче відкинула вимоги через підтримку, яку на той час їй вже могла запропонувати Росія. Проте регент Сербії відправив персональне звернення до російського імператора лише 24 липня. В ньому він скаржився на те, що австрійські вимоги принизливі, а часу для їх прийняття було надто замало. Відповідь Росії стала передбачуваною й однозначною: Австрію було звинувачено в зумисній провокації війни, а сербів запевнили в частковій мобілізації російських військ.
Протягом всієї кризи австрійський та німецький уряди побоювались того, що австрійські вимоги до Сербії спровокують вступ до війни Росії, що в свою чергу могло призвести до європейської війни; однак вони вірили, що рішучі дії Австрії, яку підтримає Німеччина, зроблять це малоймовірним.

### Оголошення війни Сербії
25 липня Австро-Угорщина розпочала часткову мобілізацію. Німецький уряд наполягав на тому, щоб військові дії Австрії проти Сербії розпочались терміново, адже будь-яке затягування початку операцій розглядалось як велика небезпека через ризик втручання інших держав. Наступного дня керівник генерального штабу Австро-Угорщини генерал Конрад фон Гьотцендорф був змушений визнати, що мобілізаційні плани не дозволяють атакувати Сербію раніше 12 серпня. Однак рішення про початок війни вже було прийняте, тим більше що відповідь сербів на австрійську ноту від 23 липня австрійців не задовольняла. 28 липня Австро-Угорська імперія оголосила війну Сербії, приводом до чого стала чутка про атаку австро-угорського підрозділу на кордоні Боснії сербськими військами.

## Російська мобілізація та реакція Німеччини
27 липня Микола II оголосив мобілізацію у чотирьох військових округах, а 30 липня заявив про загальну мобілізацію. В цей час у Австро-Угорщини та Німеччини з'явились підстави вважати, що Франція не надто впевнено підтримує Росію, адже французький уряд діяв нерішуче. Однак французький посол у Петербурзі Моріс Палеолог запевняв росіян, що Франція готова виконати зобов'язання союзника. 27 липня міністри обох сторін висловили сподівання, що в разі початку війни російське командування терміново розгорне військові дії у Східній Пруссії.
Після оголошення Австрією війни Сербії ситуація погіршилась. Німецький уряд тепер прямо погрожував Франції, заявляючи про необхідність введення «стану загрози війни», що означало підготовку до мобілізації.
| Хронологія подій - 28 червня: Вбивство Франца Фердинанда в Сараєво - 20-23 липня: Візит Раймона Пуанкаре до Петербурга - 23 липня: Австрійський ультиматум Сербії - 25 липня: Відповідь Сербії на ультиматум - 25 липня: Австрійська часткова мобілізація - 27 липня: Російська часткова мобілізація - 28 липня: Австро-Угорщина оголошує війну Сербії - 30 липня: Російська загальна мобілізація - 31 липня: Австрійська загальна мобілізація - 31 липня: Німецький ультиматум Росії щодо припинення мобілізації - 31 липня: Німецький ультиматум Франції щодо нейтралітету - 1 серпня: Французька загальна мобілізація - 2 серпня: Німецька загальна мобілізація і оголошення війни Росії - 2 серпня: Декларація Італії про нейтралітет - 3 серпня: Оголошення Німеччиною війни Франції - 3 серпня Німецьке вторгнення в Бельгію - 4 серпня Оголошення Британією війни Німеччині |

Вранці 29 липня російський імператор підписав два альтернативних декрети: один про часткову, а інший — про загальну мобілізацію. Ввечері німецький канцлер Теобальд Бетман-Гольвег телеграфував Сазонову про те, що подальші дії з мобілізації Росії змусять Німеччину почати мобілізацію у відповідь, і тоді європейської війни навряд чи можна буде уникнути. Кайзер також надіслав телеграму досить мирного характеру Миколі II, заявивши про те, що він, тиснучи на австрійців, прикладає останні зусилля для попередження війни і сподівається на розуміння Росії.
30 липня Вільгельм II заявив, що для того, аби серби виконали свою обіцянку, австрійцям необхідно окупувати Белград. Німецький начальник генштабу Гельмут фон Мольтке також схиляв австрійського генерала Конрада фон Гьотцендорфа до проведення негайної мобілізації. Проте австрійський уряд вже оголосив, що не має наміру захоплювати назавжди будь-які сербські території.
Після оголошення Росією мобілізації в європейських газетах поширилась думка, що Німеччина також мобілізовує війська. Підстави для такої інформації були, оскільки тепер німцям більше не потрібно було затягувати час. 31 липня було опубліковано розпорядження про те, що настала загроза війни, а в бік Росії в ультимативній формі спрямовувались прямі погрози:
| «Незважаючи на перемовини про співробітництво, які досі ведуться, ми й самі досі не вжили жодних заходів для мобілізації. Росія оголошує мобілізацію армії та флоту проти нас. Заходи, які вона вжила, змусили нас заради безпеки Європи оголосити «загрозу війни», проте це ще не означає мобілізації. Але вона може відбутись, якщо Росія не призупинить усі приготування до війни проти Австро-Угорщини упродовж 12 годин». |
Ця заява свідчила про те, що липнева криза вступила в нову стадію. Австрійський уряд сподівався, що жорсткі міри проти Сербії та заяви Німеччини про підтримку стримуватимуть Росію. Росія ж, в свою чергу, сподівалась на те, що демонстрація своєї сили проти Австрії дозволить її контролювати і стримуватиме Німеччину. Німеччина тепер вважала, що військові дії проти Сербії необхідно зупинити, адже німецька мобілізація може запобігти виступу росіян проти Австрії.
З цього приводу Вінстон Черчилль писав дружині:
| «От і все. Німеччина обірвала останні надії на мир, оголосивши війну Росії. Німецька декларація про війну проти Франції очікується з секунди на секунду... Світ зійшов з розуму, ми повинні боротись за себе і за наших друзів».[8] |

## Маневрування британського уряду
24 липня британський уряд почав проявляти глибоке занепокоєння з приводу ситуації, що склалась. Перед цим граф Менсдорф, посол Австро-Угорщини в Лондоні, особисто повідомив міністру закордонних справ Британії Едварду Грею про наміри Австрії вимагати від Сербії виконання ультиматуму в лімітований термін. Грей так оцінив цей крок австрійського уряду:
| «Можливі наслідки цієї ситуації можуть бути жахливими. Якщо чотири великих держави Європи — Австрія, Франція, Росія та Німеччина — будуть втягнуті у війну, це потягне за собою витрату таких колосальних грошових сум і створить такі перепони для торгівлі, що відбудеться абсолютне руйнування європейських фінансових систем і промисловості. У великих промислових державах становище буде гіршим, ніж в 1848 році, і важко уявити переможців у цій війні; багато що буде повністю зруйнованим». |

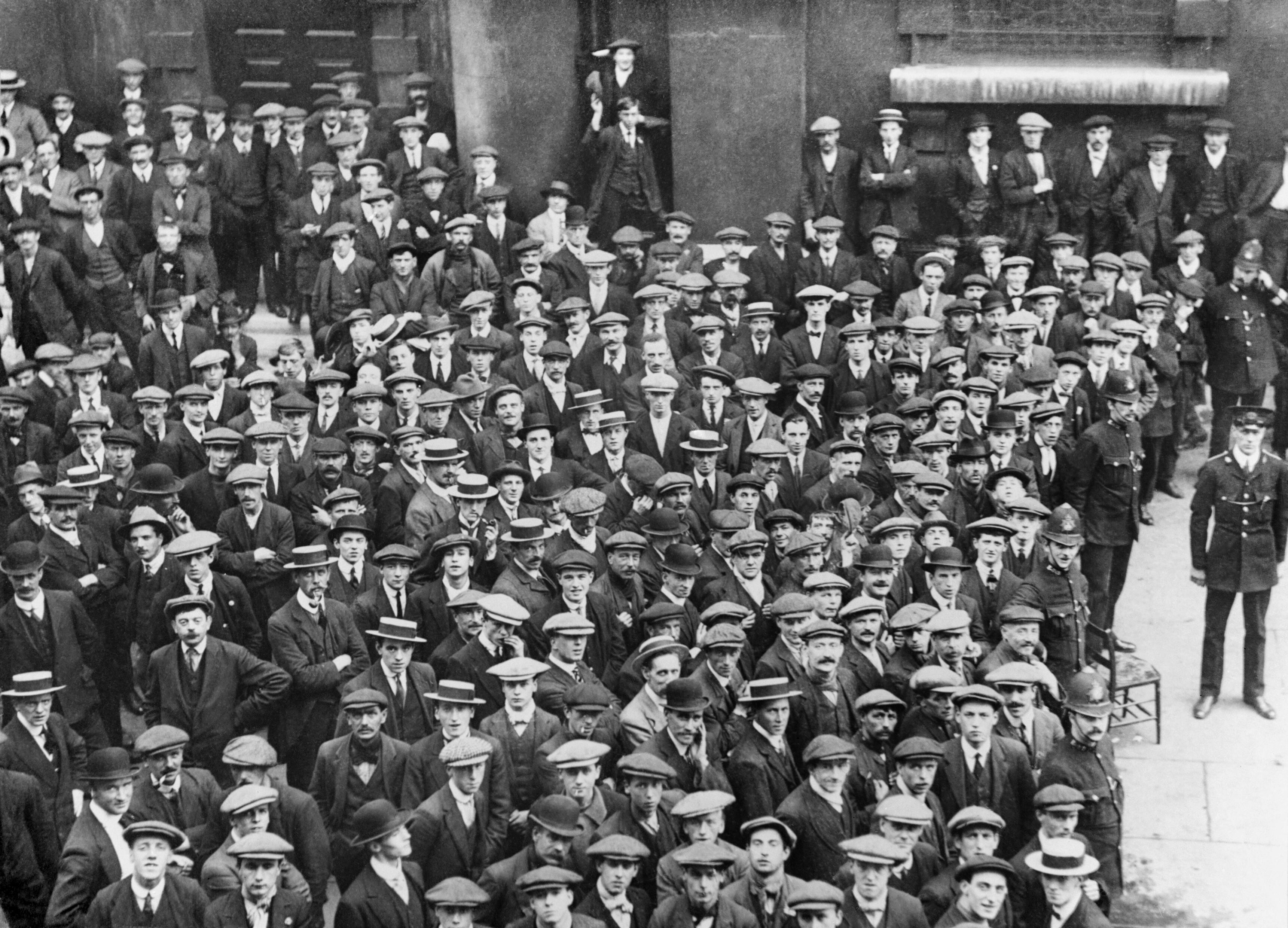
Британські новобранці на Трафальгарській площі в Лондоні. Серпень 1914 року

25 липня Едвард Грей заявив, що Британія, Німеччина, Франція та Італія, які, на відміну від Австрії, не мали прямих претензій до Сербії, повинні діяти разом для збереження миру. 26 липня він запропонував скликати конференцію з метою вирішення подальших миротворчих дій, однак вже скоро зрозумів, що війну між Австрією та Сербією не вдасться локалізувати.
27 липня Грей вперше поставив питання про вступ Британії у війну в разі початку військових дій Німеччини проти Франції. Хоча серед членів кабінету міністрів виникла значна опозиція до ідеї вступу Британії у війну, було ухвалено рішення про бойову готовність британського флоту, який у той час саме перебував на маневрах.
27 липня німецький посол у Лондоні передав рейхсканцлеру Теобальду Бетман-Гольвегу телеграму Грея, в якому міністр закордонних справ просив німців натиснути на Австрію з метою прийняття сербської відповіді на ультиматум. Британці сподівались, що майбутнє англо-німецьких відносин прямо залежить від спільних миротворчих дій. Грей заявляв, що він зробив все для того, аби змусити Росію проявити витримку.
Між 28 та 31 липня події розвивались дуже стрімко. Грей ще мав певні надії на успішне посередництво, однак скоро зрозумів, що австрійці сербам нічим не поступляться. Ініціатива дипломата зазнала краху, і місця для політичних маневрів Британії не залишилось. Змінились проблеми, які постали перед британським урядом: тепер він, з одного боку, опинився перед зростаючим тиском з боку Франції та Росії, які вимагали підтримати їх; а з іншого, Німеччина бажала британського нейтралітету.
Ще 25 липня британський посол у Петербурзі Джордж Б'юкенен повідомив Сазонову, що за підтримки Британією Франції та Росії війни не буде. Пізніше він заявляв французам, що в разі вступу у війну Німеччини та Франції Британія, яка здійснила всі запобіжні заходи, не буде стояти в стороні. Однак під час перемовин з Німеччиною, коли Бетман-Гольвег запропонував Британії нейтралітет, Грей почав сумніватись і, відмовляючись від угоди, пояснював це необхідністю збереження свободи дій в умовах кризи. Довгий час британці боялись, що їх активна підтримка Франції та Росії зробить уряд останньої більш непримиренним і змусить відмовитись від переговорів. 29 липня кабінет міністрів визнавав, що далі залишатись в стороні не можна.
1 серпня Едвард Грей, який так і не отримав згоди кабінету міністрів на виступ Британії на боці Франції та Росії, ще вірив, що можна відновити прямі переговори між Росією та Австрією, адже шанс ненападу Німеччини на Францію ще існував. Європейська спільнота помилково вважала, що він зробить пропозицію про британський нейтралітет навіть у випадку війни Росії та Франції з Німеччиною. Вже вночі британський посол в Парижі отримав телеграму Грея:
| «Я гадаю, французький уряд не буде проти нашого нейтралітету до тих пір, поки армія залишатиметься на кордонах у стані оборони». |
В 15 годин 40 хвилин Франція оголосила загальну мобілізацію. Військовий міністр Франції висловив сподівання, що Британія їх підтримає. Наступного ранку, 2 серпня, Грей роздав вказівки не здійснювати передчасно жодних дій, однак сумніви британців вже були розвіяні, адже Німеччина та Росія вступили у війну. 4 серпня Британія офіційно оголосила війну Німеччині.

План Шліффена

## Франція в період кризи

### Бельгійська проблема
План війни на два фронти генерала Шліффена, висунутий німцями ще в 1905 році, ґрунтувався на тому, що будь-яка війна з Росією буде супроводжуватись війною з її союзником — Францією. Кампанія мала розпочатись рішучою атакою на Заході, для чого необхідним було проходження німецьких військ через Бельгію.
Бельгійський нейтралітет гарантувався міжнародними домовленостями з боку Франції та Пруссії 1839 та 1870 років. Крім того, Британія оголосила, що бере на себе відповідальність бельгійського гаранта. В останні роки перед війною уряд Бельгії стояв осторонь європейських союзів і постійно підкреслював свою нейтральну позицію, не звертаючись за підтримкою до жодної з країн. Тим не менш, в липні бельгійці повідомили Британію, що вони мають намір організувати посильний супротив у разі порушення нейтралітету та територіальної цілісності держави.

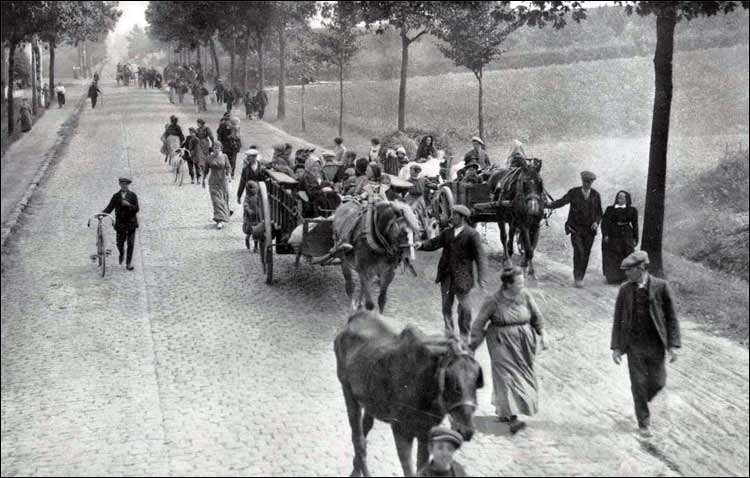
Бельгійські біженці

29 липня Німеччина почала вимагати від бельгійців дозволу на перетин кордону в обмін на збереження суверенітету та цілісності території Бельгії. Перед тим, як німецька нота прийшла до Бельгії, Едвард Грей запитав урядовців Франції та Німеччини, чи готові вони поважати бельгійський нейтралітет до тих пір, поки певна сторона не порушить його. Французи одразу ж відповіли стверджувально, а німці затримали відповідь. Грей доповів про це бельгійському урядові, однак останній ще не бачив причин для перевірки намірів інших держав щодо себе і заявив про хороші відносини з сусідами. Питання про нейтралітет було важливим для британців, однак не настільки, щоб одразу ж зважитись на підтримку Франції. За словами Черчилля, «якщо Німеччина вторгнеться лише на невелику територію Бельгії, бельгійський уряд заявить протест та підкориться».

### Тиск на Британію
На думку британських консерваторів, Британія не могла брати участь у великій війні, адже це означало б відмову від незалежності в зовнішній політиці. Французька сторона по поверненню з Петербурга навпаки сподівалась не негайну дієву підтримку Британії, адже ще в 1912 році Грей та французький посол погодились на співпрацю в разі небезпеки в Європі.
До 30 липня французькі війська вже були підтягнуті до німецького кордону на відстань 10 км. Через 48 годин свобода дій французів була обмежена проголошенням Німеччиною війни Росії. Умови союзу з Росією зобов'язували Францію також вступити у війну, але уряд погано розумів, що це потягне за собою негайний напад Німеччини. Уряд Франції постійно підкреслював, що єдиним засобом відвернення війни є заява Британії про підтримку. 1 серпня Пуанкаре в Лондоні вручив королю Георгу V особистий лист, в якому писав:
| «Я вірю, що остання можливість мирного вирішення конфлікту залежить тепер від Британії, Франції та Росії, яким зараз необхідно виявити єдність у їх дипломатичних діях; тоді можна закономірно розраховувати на збереження миру». |
У своїй відповіді король ухилявся ще більше, ніж британський уряд. На цей час французи сподівались вже не лише на моральну підтримку, а й на спільні дії флоту та армії, однак позиція Британії, як і раніше, була нечіткою.
Лише коли Німеччина окупувала Люксембург і надійшли звістки про порушення французького кордону, британський кабінет міністрів підтвердив свої обов'язки щодо Франції й ухвалив рішення про її захист на морі у разі входу німецького флоту в Ла-Манш або військових операцій проти французів через Північне море. Кабінет міністрів Британії заявив, що порушення нейтралітету Бельгії є приводом до війни, але про висадку британцями сухопутних сил на континенті досі не йшлося. Тиск французької дипломатії у цьому напрямку в умовах мобілізації російських та французьких сил тривалий час не призводив до очікуваних наслідків.

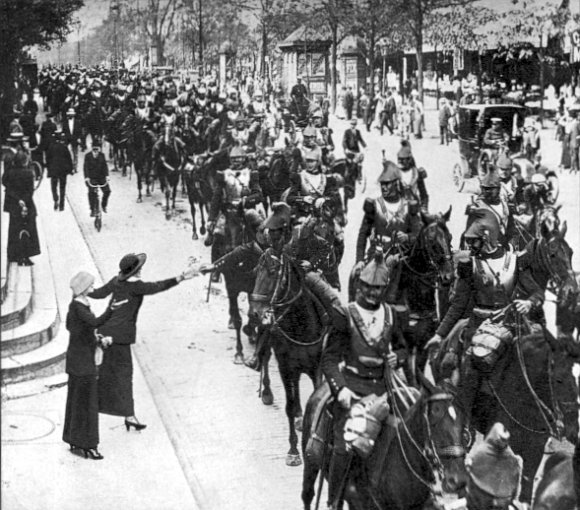
Французька кіннота на вулицях Парижа. 2 серпня 1914 року

### Німецько-французькі відносини
Протягом 2 та 3 серпня у Європі поширились чутки про військові дії на Заході. І французький, і німецький уряди взаємно звинувачували один одного. Траплялись випадки перетину кордону патрулями з обох боків, а в пресі публікувались донесення, які після перевірки виявлялись фальсифікаціями (наприклад, про бомбардування французьким аеропланом Нюрнбергу чи свідоме зараження холерою).
1 серпня німці подали декларацію про те, що Франція повинна залишатись нейтральною у війні з Росією, однак наказали своєму послу в Парижі поки не передавати її. Виникли розбіжності з приводу того, як саме передати Франції оголошення про війну. Мольтке та державний секретар флоту Альфред фон Тірпіц взагалі не бачили в цьому необхідності, адже сподівались, що Франція першою розпочне бойові дії. Французька та німецька декларації вийшли через декілька годин одна за одною, однак на відміну від Франції, яка могла чекати, німці для успішної реалізації плану Шліффена повинні були квапитись.
Ввечері 2 серпня Бельгії був наданий ультиматум з терміном в одну добу. Він був рішуче відкинутий бельгійським урядом та королем, як і заява про те, що для королівства нібито існує певна французька загроза. У відповідь одразу ж були віддані накази про наступ німецьких військ на Бельгію.
Відтоді як для Німеччини, так і для Франції важливим було пояснити своїм народам політику війни і обґрунтувати необхідність її ведення нейтральним державам, яких вони сподівались втягнути в конфлікт. Німці, наголошуючи, що росіяни першими оголосили про мобілізацію, намагались перекласти на Росію частину вини, хоча саме вони проголосили війну офіційно. Виступ проти Франції послабив їхні позиції, а передача декларації про війну разом із вторгненням у Бельгію зробили подальше звернення Німеччини до Британії неможливим. Після офіційного висловлення позиції Британії Грей 3 серпня телеграфував у Берлін, наполягаючи на необхідності збереження бельгійського нейтралітету. Цього ж дня Німеччина офіційно оголосила війну Франції. 6 серпня британський кабінет нарешті погодився відправити до Франції британські експедиційні сили.

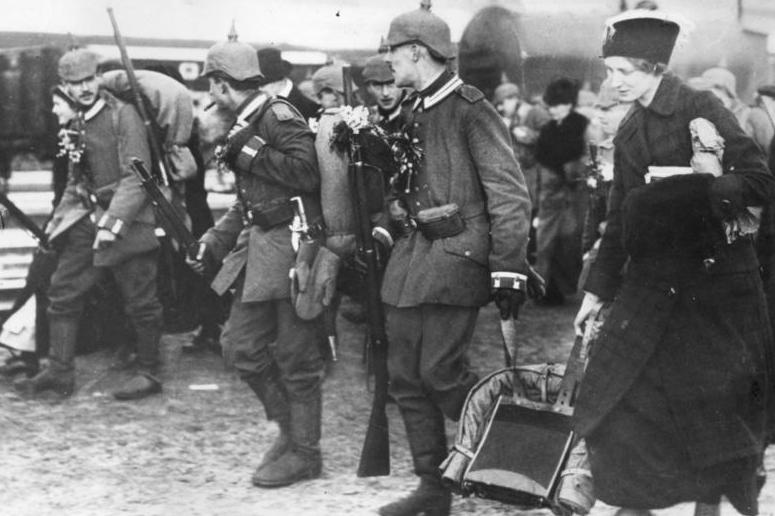
Мобілізовані німецькі солдати у Берліні

## Позиція Італії
Італія була єдиною з впливових держав, що зберігала в період кризи певну самостійність дій. Міністр закордонних справ Італії Марчезе ді Сан Джиліано спостерігав за подіями з хвилюванням, однак з наміром діяти виключно в національних інтересах. Формально Італія перебувала в союзі з Німеччиною та Австро-Угорщиною, який був поновлений 1912 року. Насправді ж італійсько-австрійські відносини були натягнутими через національне питання італійців у імперії, а також прагнення до повернення Трієста, Південного Тіролю та претензій на Далматинське узбережжя. Окрім того, між урядами обох держав постійно виникали конфлікти через новостворене Албанське князівство, на теренах якого сходились їх стратегічні інтереси.
Італійський уряд був занепокоєний невизначеним характером австрійських дій проти Сербії. Деякі компенсації Італії могло надати те, що Австро-Угорщина потребувала італійської підтримки. 9 липня на перемовинах з німецьким послом італійській стороні дали зрозуміти, що без серйозної військової підтримки Австрії на територіальні поступки сподіватись не варто. Італія до останнього відмовлялась приймати на себе подібні зобов'язання через те, що це не мало для неї сенсу і сподівалась уникнути війни, хоча це не заважало їй вбачати й надалі своїми союзниками Австро-Угорщину та Німеччину (плани кооперації та спільних військових дій на обох фронтах та на морі все ж таки розроблялись). Італійці були впевнені, що зі вступом у війну Британії узбережжя Італії будуть атаковані а торгівля зруйнована; поряд з цим сильною була антиавстрійська громадська думка.
Після тривалих роздумів, 2 серпня італійський уряд незначною більшістю голосів ухвалив рішення залишатись нейтральним. Сан Джиліано сподівався, що надалі він зможе проводити нейтральну політику, формально не виходячи зі складу Троїстого союзу, однак подібні намагання Австро-Угорщина розцінила як шантаж.
Під час кризи Франція та Британія утримувались від будь-якого тиску на Італію, хоча британці й бажали об'єднання з італійцями за першої ж можливості посередництва. Італійську декларацію про нейтралітет Британія сприйняла з полегшенням; відтоді обидві держави сподівались, що Італія зможе ще більше віддалитись від Німеччини з Австрією. У перші місяці війни дипломатичні зусилля великих держав були спрямовані на отримання підтримки Італії так само, як і інших неприєднаних країн (нейтральної з 3 серпня Румунії, Греції та Болгарії).
Австрійська декларація про війну від 6 серпня стала прорахунком для імперії, оскільки урядовці сподівались на залякування Росії. Франція та Британія оголосили війну Австрії 12 серпня досить неохоче. Характер умов та терміни декларацій про війну залежали від того, що всі уряди хотіли виправдати свої дії перед власними громадянами, однак мало хто розумів справжні причини, тривалість та наслідки війни.

## Наслідки кризи
Події липня 1914 року зробили початок бойових дій у Європі невідворотним. В історіографії різних країн зустрічаються звинувачення у розв'язанні війни як у бік Німеччини чи Австро-Угорщини, так і країн Антанти. Загалом, вина за це лежить на урядовцях практично всіх країн, що так чи інакше були втягнені в кризу і або приймали рішення поспіхом (наприклад, необдумані дії Гельмута Мольтке), або взагалі утримались від будь-яких дій і покладались на випадок (тривале маневрування Едварда Грея). Окремі політики своїми діями взагалі виключали мирне розв'язання липневої кризи.
Затягування рішень з боку урядів різних країн ще більше призвело до загострення міжнародної ситуації. Сподіваючись не втратити свої колоніальні володіння і зберегти панування на морі, британський уряд в результаті фактично сприяв переходу європейської війни у світову. Рішення британців також вплинуло і на подальшу позицію США. 6 серпня Австро-Угорщина формально заявила про війну Російській імперії. З цього часу головні зусилля дипломатії як Антанти, так і Троїстого союзу були направлені на пошук нових союзників. Так, 23 серпня на боці Антанти виступила Японія, а в жовтні до Троїстого союзу приєдналась Османська імперія.